# فيونا ألين
فيونا ألين (بالإنجليزية: Fiona Allen)‏ هي ممثلة بريطانية، ولدت في 13 مارس 1965 في المملكة المتحدة.

## وصلات خارجية
- فيونا ألين على موقع IMDb (الإنجليزية)
- فيونا ألين على موقع قاعدة بيانات الفيلم (الإنجليزية)